# Tory Lanez
 (septembre 2018).
Si vous disposez d'ouvrages ou d'articles de référence ou si vous connaissez des sites web de qualité traitant du thème abordé ici, merci de compléter l'article en donnant les références utiles à sa vérifiabilité et en les liant à la section « Notes et références ».
Tory Lanez (/ˈtɔɹi ˈleɪnz/), de son vrai nom Daystar Peterson (né le 27 juillet 1992) à Brampton, en Ontario), est un rappeur, chanteur, auteur-compositeur et producteur de musique canadien.

## Biographie
Daystar Peterson naît le 27 juillet 1992  à Brampton, dans la banlieue de Toronto, Ontario, au Canada, d'un père barbadien, nommé Sonstar Peterson, et d'une mère originaire de Curaçao, nommée Luella.
Si la famille vit d'abord à Montréal, elle déménage par la suite pour la Floride où l'adolescent s'initie au rap. À la suite du décès de sa mère, il parcourt les États-Unis avec son père, qui finit par fonder un nouveau foyer à Atlanta, en Géorgie. C'est là qu'il hérite de son surnom Lanez, donné par un ami, Hakeem, du fait qu'il passe le plus clair de son temps à traîner dans les rues (lanes en anglais). Il déménage une nouvelle fois chez son frère aîné dans le New Jersey, en raison de problèmes de comportement, puis chez sa grand-mère à Toronto.
Celle-ci refuse finalement de le garder auprès d'elle et, dès l'âge de 15 ans, le jeune homme se retrouve à la rue puis à habiter avec trois autres hommes de son âge qui l'hébergent pendant 3 ans. Il raconte que cette période de sa vie fut très importante car il a appris à vivre sans la protection d'un parent. Il se consacre alors totalement au rap, non sans avoir accolé à son pseudonyme la mention Notorious, en hommage à son idole The Notorious B.I.G., devenant alors Tory Lanez. Le jeune rappeur se trouve alors un talent et un certain intérêt pour le chant, inspiré par des artistes comme Brandy ou R.Kelly.
En 2019, il accompagne Drake dans sa tournée européenne intitulée The Assassination Vacation Tour en Angleterre, en France, en Irlande, en Belgique et aux Pays-Bas.

## Affaires judiciaires

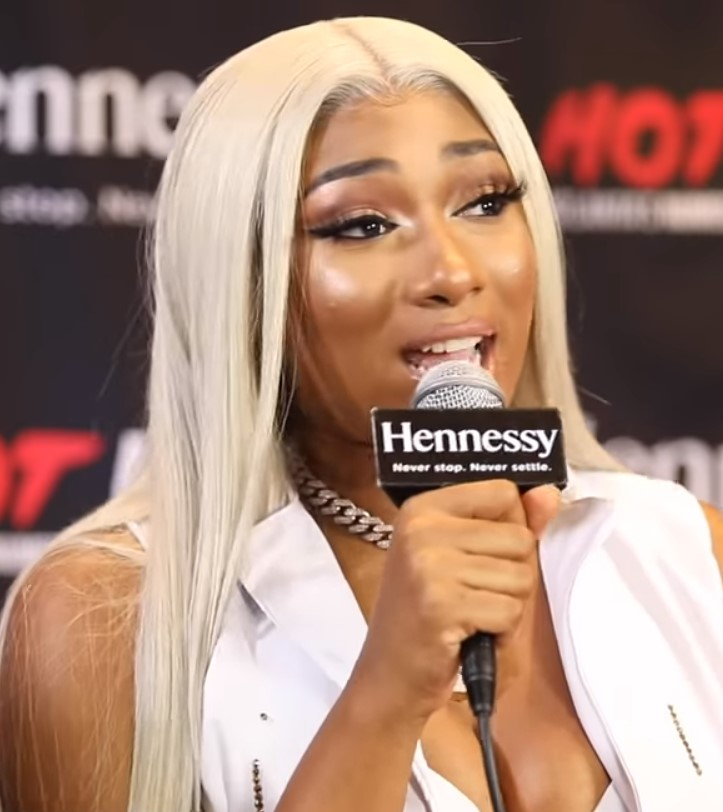
Megan Thee Stallion, en 2019.

Le 12 juillet 2020, après une soirée organisée par Kylie Jenner, le rappeur se dispute avec Megan Thee Stallion dans une voiture et lui tire dans le pied. À la suite de cet incident une enquête est menée et quatre douilles ont été retrouvées sur le lieu de la dispute. Tory Lanez a été reconnu coupable le 23 décembre 2022, et est condamné à dix ans de prison le 8 août 2023 . Le 14 mai 2025, l'affaire est remise en question à la suite des déclarations du garde du corps de Kelsey Nicole (invitée également de cette soirée et présente dans la voiture au moment des faits) affirmant qu'il s'agit de cette dernière qui aurait tiré sur Megan Thee Stallion et non Tory Lanez.

## Discographie

### Mixtapes
- 2009 : T.L 2 T.O
- 2010 : Playing for Keeps
- 2010 : Just Landed
- 2010 : One Verse One Hearse
- 2010 : Mr. 1 Verse Killah
- 2011 : Mr. Peterson
- 2011 : Chixtape
- 2011 : Swavey
- 2012 : Ignant Shit
- 2012 : Sincerely Tory
- 2013 : Conflicts of My Soul: The 416 Story
- 2014 : Chixtape II
- 2014 : Lost Cause
- 2015 : Chixtape III
- 2015 : The New Toronto
- 2017 : Chixtape IV
- 2017 : The New Toronto 2
- 2020 : The New Toronto 3

### Singles
- 2015 : Say It
- 2015 : B.L.O.W.
- 2016 : LA Confidential
- 2016 : Luv
- 2017 : Shooters
- 2017 : Skrt Skrt
- 2017 : Real Thing (featuring Future)
- 2017 : I Sip
- 2018 : Miss You (avec Major Lazer and Cashmere Cat)
- 2018 : Pa Mí (avec Ozuna)
- 2018 : Talk to Me (avec Rich the Kid)
- 2018 : Keep in Touch (avec Bryson Tiller)
- 2019 : Freaky
- 2020 : Who Needs Love

#### Singles promotionnels
- 2015 : Diego
- 2015 : Dimelo (Snakehips featuring Tory Lanez)
- 2015 : In for It
- 2015 : Stuck on You (featuring BenZel)
- 2015 : Acting Like
- 2015 : Karrueche
- 2015 : Traphouse (featuring Nyce)
- 2016 : Flex
- 2016 : Cold Hard Love
- 2016 : B.I.D
- 2018 : Dance for Me (featuring Nav)
- 2018 : Hypnotized
- 2018 : 4 Me
- 2018 : 48 Floors (featuring Mansa)

#### Singles collaboratifs
- 2013 : All Away (Elhae featuring Rick Ross et Tory Lanez)
- 2014 : My City (Remix) (Knocka featuring Tory Lanez)
- 2014 : Anyway (DJ Carisma featuring Sage the Gemini, Mishon, Eric Bellinger et Tory Lanez)
- 2014 : All Down (Hi-Tone featuring Tory Lanez)
- 2014 : Fuck Love (Trina featuring Tory  Lanez)
- 2014 : I Understand Her Grind (Blacka Da Don featuring Tory Lanez)
- 2014 : Slide (Packy featuring Tory Lanez)
- 2015 : Don't Say Nothin'  (Dr. Maleek featuring Game et Tory Lanez)
- 2015 : Drifting (G-Eazy featuring Chris Brown et Tory Lanez)
- 2015 : Can't Sleep on You (Flawless featuring Tory Lanez)
- 2015 : Down Chick (Mikey Mass featuring Tory Lanez)
- 2015 : Deep It 100 (Yung Reason featuring Tory Lanez)
- 2016 : Flex (Joe Budden featuring Fabolous et Tory Lanez)
- 2016 : Trust Nobody (Cashmere Cat featuring Selena Gomez et Tory Lanez)
- 2016 : Radar (DJ Spinking featuring Tory Lanez)
- 2016 : Tek Weh Yuh Heart (Sean Paul featuring Tory Lanez)
- 2016 : Throw Myself a Party (Cashmere Cat featuring Starrah, 2 Chainz et Tory Lanez)
- 2016 : Damn (Trina featuring Tory Lanez)
- 2016 : Litty (Meek Mill featuring Tory Lanez)
- 2016 : Es rollt (Maxwell featuring Tory Lanez et Gzuz)
- 2017 : Girlfriend (Busta Rhymes featuring Vybz Kartel et Tory Lanez)
- 2017 : Number One (Massari featuring Tory Lanez)
- 2017 : Canada Goose (Pressa featuring Tory Lanez)
- 2017 : Best Friend (A Boogie wit da Hoodie featuring Tory Lanez)
- 2018 : Sleep On U (E.G.O. featuring Tory Lanez)
- 2018 : Cold Love (Classified featuring Tory Lanez)
- 2018 : 2am (Casanova featuring Tory Lanez & Davido)
- 2020 : My Salsa (Franglish featuring Tory Lanez)
- 2020 : Still Be Friends (G-Eazy featuring Tory Lanez & Tyga)